# Данський рух опору
Данський рух опору (дан. Modstandsbevægelse) — організована протидія німецькій окупації у 1940–1945 роках на території Данії, частина антинацистського руху опору в країнах Європи.

## Вторгнення вермахту й окупація Данії
1939 року було підписано дансько-німецьку угоду про ненапад, однак 9 квітня 1940 року Данія, в порушення угоди, була окупована силами вермахту у межах операції «Везерюбунг». Уряд і король віддали наказ збройним силам не чинити опору агресору й капітулювали.
Вся німецька операція з окупації Данії зайняла кілька годин.

## Окупаційний режим
У перші роки нацистське керівництво Німеччини запровадило так званий м'який режим окупації Данії. Країна використовувалась як вітрина «миролюбної» політики на окупованих територіях, формально залишаючись незалежною державою. Гітлер в окремому меморандумі гарантував територіальну цілісність і незалежність країни. Політичне життя в Данії залишалось незмінним, чинними залишались король, уряд, парламент, самоврядування, політичні організації. Чисельність армії та флоту було скорочено, однак збройні сили та поліція лишились під данським командуванням. Нацифікація суспільного життя не проводилась, діяльність профспілок не заборонялась. Були запроваджені тільки обмеження свободи преси та зібрань. Більшість данських політиків вважали, що співпраця з окупантами дозволить зберегти автономію у внутрішніх справах.

## Діяльність Руху опору

### 1940–1941
Вже за кілька днів після окупації, 13 квітня 1940 року група офіцерів данської військової розвідки зуміла розпочати пересилання інформації британським колегам. Співпраця данських розвідників з британцями тривала до 29 серпня 1943 року, коли збройні сили Данії були розформовані німцями.
У перші роки окупації данський Рух опору був малочисленим та не мав значного впливу.
Після нападу Німеччини на СРСР 22 серпня 1941 року була заборонена Комуністична партія Данії, 496 її членів були заарештовані, а ті, хто лишився на свободі перейшли на нелегальний стан. З 1941 року антифашистська діяльність Руху опору активізувалась, у той час данські комуністи почали випускати перші підпільні видання: «Смолоскип свободи», «Смолоскип правди» й «Іскра» та провели кілька диверсій. До кінця 1941 комуністи налагодили випуск 22 газет.
15 листопада 1941 року за участі комуністів була проведена масова демонстрація протесту в Копенгагені.
Після того, як 25 листопада 1941 уряд Стаунинга-Скавеніуса підписав договір про приєднання Данії до Антикомінтернівського пакту, 25 та 26 листопада в Копенгагені відбулись дві демонстрації протесту, надалі, 28-29 листопада до страйкарів приєднались робітники низки підприємств. У відповідь 25-29 листопада поліцейські заарештували 200 учасників акцій протесту.
Наприкінці 1941 року в місті Ольборг у північній частині Ютландії виникла та почала діяти начала молодіжна група «Churchill Klubben» з 8 школярів старших класів, якою керував Кнуд Педерсен. До арешту у травні 1942 року учасники групи здійснили 25 актів саботажу.
Тим не менше, до 1943 року основними формами діяльності данського Руху опору були антифашистська агітація, саботаж та бойкот німецьких заходів, меншою мірою — збирання розвідувальної інформації для країн антигітлерівської коаліції та диверсії.

### 1942— серпень 1943
9 квітня 1942 року данські комуністи почали видавати газету «Frit Denmark», а згодом, у жовтні — масову підпільну газету «Land og Folk», наклад якої до завершення окупації сягнув 120 тисяч примірників.
Навесні 1942 року данські комуністи створили збройну організацію «комуністів-партизанів» (KOPA), командиром диверсійних груп KOPA став Свенд Вагнер (діяв під псевдонімом генерал Йогансен).
Під керівництвом Вагнера було розпочато виробництво саморобної вибухівки, проведено операцію з викрадення вибухівки зі складу підприємства з видобування вапна (дорогою назад групу підпільників зупинив поліцейський патруль. Та зустріч закінчилась на користь підпільників, які роззброїли патруль), здійснено серію диверсій на залізниці (розбито й виведено з ладу семафори й залізничні стрілки, підірвано кілька водонапірних веж).
На початку 1943 року до них приєдналась студентська антифашистська група, а назву було змінено на «громадянських партизан» («Borgerlige Partisaner», BOPA).
У лютому 1943 року в Данії були організовані 74 страйки.

### Серпень 1943— лютий 1945
З квітня 1943 до березня 1944 року в селі Гвідстен (дан. Hvidsten) діяла однойменна підпільна група під керівництвом Оле Гейслера, яка приймала парашутистів і військові вантажі від союзників. 8 членів групи було розстріляно 29 червня 1944 року.
Переломним етапом стали події серпня 1943 року, коли у 17 містах Данії відбулись масові страйки, що супроводжувались акціями протесту. Найбільшого розмаху вони набули в Ольборзі, Оденсе та Есб'єрзі.
- 3 серпня 1943 року почали страйк працівники судноверфі в Оденсе[8];
- 8 серпня до страйку приєднались робітники в Есб'єрзі[8];
- 23 серпня до страйку приєднались всі міста на острові Фюн: Богенс, Міддельфарт, Фоборг, Свенборг і Нюборг[8];
- 24 серпня до них приєднались місто Фредерісія та низка підприємств у Копенгагені, Вайле, Корсері, Колінзі та Фрідріхсхавні[8];
- 25 серпня до страйку долучився Гельсінгер[8].

Німецьке командування зажадало запровадження в країні надзвичайного стану та смертної кари щодо саботажників. Після відмови данського уряду у запровадженні таких заходів, його було розігнано 29 серпня 1943 року.
Після оголошення про німецьку окупацію моряки данського військово-морського й торгового флоту потопили 29 кораблів і ще кілька вивели з ладу, окрім того, 13 суден здійснили перехід до нейтральної Швеції, де були інтерновані. До самого завершення окупації німці зуміли підійняти, відремонтувати й повернути до строю лише 15 з 29 затоплених кораблів.
16 вересня 1943 року було створено Раду свободи — структуру, що координувала діяльність підпільних антифашистських груп, країну було розділено на шість військових округів, почалось формування «бойових груп» (militaer gruppe). Згодом до Руху опору долучилась частина військовослужбовців данської армії. З початку 1944 року Рада свободи перетворилась на неофіційний уряд.
Німці підготували депортацію данських євреїв до таборів смерті, яку було заплановано на ніч з 1 на 2 жовтня 1943 року. Однак після попередження німецького військового аташе Георга Дуквіца про заплановану депортацію, до 30 вересня члени Опору переправили рибальськими човнами до Швеції 7200 з 7800 данських євреїв, ще кілька сотень євреїв сховали данці. В результаті німцям удалось схопити тільки 472 єврея, з яких у концтаборі Терезієнштадт загинули 49 осіб. Разом під час війни в Данії загинули близько 120 євреїв — менше за 2% єврейського населення країни.
Значну роль в Русі опору відіграв данський телефоніст Карл Отто Баковскі, який керував Центром прослуховування в Гельсінгері. Баковскі удалось підключитись до телефонної лінії й у період з літа 1944 до січня 1945 року прослуховувати всі телефонні розмови місцевої штаб-квартири гестапо.
30 червня 1944 року в Копенгагені розпочався масовий страйк, який тривав до 4 липня.
19 вересня 1944 року німці розформували та роззброїли данську поліцію, незважаючи на те, що її співробітники виконували розпорядження окупантів. Частину поліцейських було заарештовано, оскільки німці остерігались організованої участі поліцейських в акціях спротиву.
У лютому 1945 року данські моряки відвели до Швеції 22 буксирних судна, що призначались для відправки до Німеччини.

### Створення «Підпільної армії»

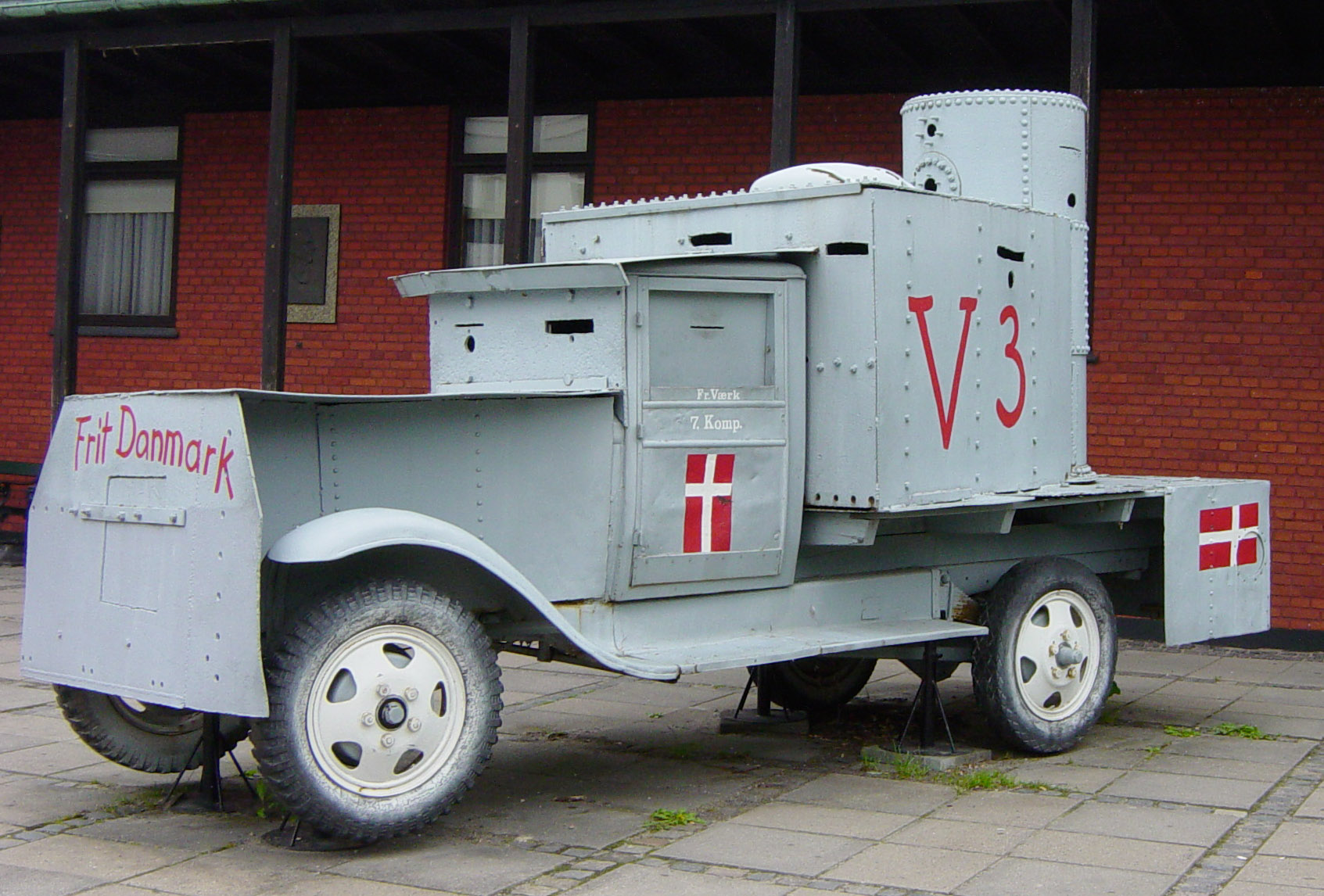
Броньовик V3, створений данськими повстанцями, використовувався з 5 травня 1945 року

На початку 1944 року за сприяння британських спецслужб на території Данії почалось створення «підпільної армії» (Undergrundshæren) — організації, яка мала надати допомогу західним союзникам під час звільнення країни. Територію країни було розділено на 7 регіонів, кожен з яких складався з кількох районів:
- I регіон — Північна Ютландія;
- II регион — Центральна Ютландія;
- III регіон — північна частина Шлезвігу;
- IV регіон — Фюн;
- V регіон — Зеландія і Фальстер;
- VI регіон — Копенгаген;
- VII регіон — острів Борнгольм

14 червня 1944 року союзне командування віддало «наказ № 1» про початок створення «бойових груп» (R-grupper) та допоміжних (F-grupper).
У зв'язку з тим, що німецькі війська в Данії майже не чинили опору, основні функції повстанців полягали в інтернуванні й охороні полонених і колабораціоністів.

## Іноземна військова допомога
Данський рух опору отримував допомогу від Великої Британії та США.
Данське відділення британського Управління спеціальних операцій було створено у жовтні 1940 року, однак обсяги військової допомоги від західних союзників були незначними до кінця літа 1944 року.
У вересні 1941 SOE перекинула до Данії невелику партію вибухівки, а у грудні — двох англійських агентів-радистів, у квітні 1942 року була перекинута ще одна група з чотирьох агентів (1 офіцер данської армії та троє англійців).
Навесні 1942 року англійський агент-радист Гаммер установив контакт з підпільною організацією Руху опору, якою керував інженер-данець Гансен.
В цілому, з початку окупації до кінця 1942 року з Англії до Данії було перекинуто 8 агентів SOE, шість з яких загинули, а двоє повернулись на батьківщину влітку 1942 року.
Пізніше, учасники Руху опору отримали з Англії партію пістолетів-кулеметів «STEN» та зуміли потайки виготовити деяку кількість копій STEN Mk.II.
Основні обсяги військових вантажів для Руху опору (6245 контейнерів загальною масою 655 тонн) було перекинуто в період з серпня 1944 до кінця квітня 1945 року, при цьому 2349 контейнерів (251 тонн) були отримані упродовж квітня 1945 року. Основна частина допомоги з Великої Британії та США була надана союзниками прибічникам емігрантського уряду в Лондоні й представникам правих сил.

## Бойова та диверсійна діяльність часів окупації
- Вночі 21 жовтня 1941 року в районі Нерребро (у північно-східній частині Копенгагена) данські комуністи встановили вибуховий пристрій у будівлі, де розміщувався автотранспортний підрозділ вермахту «Heeres Kraft Park 650», однак бомба була виявлена та знешкоджена;
- у грудні 1942 данські комуністи здійснили наліт на каменоломні «Faxe Kalkbrud», викравши значну кількість вибухівки[12];
- вибух у ресторані «Монополь» в Копенгагені, де відзначали свято німецькі солдати (4 вбито, 40 поранено). У відповідь німці наклали на жителів столиці контрибуцію в розмірі 5 млн. крон та запровадили в місті комендантську годину[27].
- 21 червня 1943 року — вибухи на радіофабриці «Superphone Radio Factory» та машинобудівному заводі «Bonstad-Petersen Motor Works», які здійснили данські комуністи[8];
- 21 липня 1943 року — активісти підпільної групи «Хольгер Данске» підірвали бомбу в кінотеатрі «Колізей» («Colosseum»), де проходили кіносеанси для німецьких військовослужбовців;
- 29 січня 1944 року (Копенгаген) — вибух електропідстанції на заводі «Nordwerk»[8];
- 6 червня 1944 року — атака на завод «Глобус» («Globus Cykler»), що виготовляв деталі для німецьких бойових літаків. В атаці брали участь понад 40 партизанів, які роззброїли охоронців та підірвали цехи[8][12];
- 22 червня 1944 року — вибух на збройному заводі «Riffelsyndikatet», що виготовляв автоматичну зброю для вермахту[12][20].
- 27 червня 1944 року — вибухи на машинобудівному заводі «Карлторп» та збройному заводі «Торотор» (де виготовляли деталі для «Фау-2»)[28]
- 2 січня 1945 року (Копенгаген) — вибух на радіозаводі «Torotor»;
- 11 березня 1945 року (Копенгаген) — невдалий напад на машинобудівний завод «Dan», бойова група BOPA наштовхнулась на збройний опір охорони та відступила. У перестрілці було вбито двох охоронців заводу.
- 27 березня 1945 року (Копенгаген) — вибух залізничного мосту «Лангебрю», що з'єднував міський порт з рештою міста. В результаті було перекрито вихід з порту до моря, а німці не змогли вивести до Німеччини 17 кораблів, що перебували у порту[12] (16 з заблокованих суден належали до категорії крупних кораблів[29]).

### Результати діяльності
Загалом за часи окупації учасники Руху опору на території Данії видали 538 найменувань газет та інших друкованих видань, здійснено 2671 операцій проти гітлерівців та їхніх посібників, а також понад 2700 диверсій (за деякими даними, навіть 2801 диверсій та актів саботажу):
- при цьому, в період з початку окупації до липня 1941 року в Данії було проведено 19 диверсій[32], упродовж 1942 року було проведено 129 диверсій та актів саботажу, упродовж 1943 року — 1140[6]. У січні 1944 року в Данії було здійснено 101 акт саботажу, у наступні місяці — близько 50-70 на місяць, а у травні 1944 року — 60[33].

Загалом, станом до 1 квітня 1945 року в Данії налічувалось 42 тисячі учасників Руху опору, однак слід врахувати, що значна кількість данців приєдналась до антифашистської діяльності тільки наприкінці окупації, в період з листопада 1944 до початку травня 1945 року (саме в той час загальна чисельність учасників Руху опору в Данії збільшилась з 25 тисяч до 43 тисяч осіб).
За часи окупації в Данії загинули близько 4 тисяч учасників Руху опору.

## Після завершення війни
З осені 1945 до осені 1947 року в Данії діяло Міністерство з особливих доручень, створене спеціально для вирішення питань щодо колишніх учасників опору, наприклад щодо виплати компенсацій чи розгляду питань про відповідальність за зловживання.
Збиранням інформації та дослідженням Руху опору займаються Національний музей Данії і Державний архів.
Після закінчення війни четверо данців — учасників Руху опору були нагороджені радянськими урядовими нагородами: троє отримали орден Червоної Зірки, один був нагороджений медаллю «За відвагу»
Як визнання заслуг у порятунку єврейського населення Данії всі члени данського Опору були визнані ізраїльським інститутом Катастрофи й героїзму «Яд Вашем» праведниками народів світу

## У культурі
Тема опору нацистам у період окупації була відображена у фільмі «Полум'я і Цитрон».